# ليوناردو مينيتشي
ليوناردو مينيتشي (بالإيطالية: Leonardo Menichini)‏ (11 ديسمبر 1953 في إيطاليا - ) هو مدرب كرة قدم ولاعب كرة قدم إيطالي في مركز الوسط. لعب مع فيورنتينا ونادي أسكولي ونادي تريستينا ونادي روما ونادي كاتانزارو ونادي نوفارا وهيلاس فيرونا وS.S. Romulea ‏.